# Мушкетівка
Мушкетівка, Мушкетове — колишнє село, підпорядковувалося Донецькій міській раді.

## Короткі відомості
В кінці 19 сторіччя в цій місцевості було збудовано залізничну станцію, при якій виникло робітниче поселення, яке стали звати Мушкетівкою на честь вченого-геолога Івана Мушкетова.
Постановою від 10 вересня 1926-го із рядом інших робітничих поселень Мушкетівка включена до міської межі Донецька. Неподалік розташований Мушкетівський цвинтар, заснований 1929.
Село постраждало внаслідок геноциду українського народу, вчиненого урядом СССР у 1932—1933 роках, кількість встановлених жертв — 220 осіб.
Станом на 2010-ті роки — місцевість в центрі Будьоннівського району Донецька.